# Gaspare Grassellini
Gaspare Grassellini (Palermo, 19 de janeiro de 1796 - Frascati, 16 de setembro de 1875) foi um cardeal italiano do século XIX.

## Biografia
Nasceu em Palermo em 19 de janeiro de 1796. De família nobre. Filho de Domenico Grassellini, nascido ca. 1750, de origem piemontesa, fiscal do patrimônio (1787) e Mestre Racional (1789) (1) , e Silvia Campagnone. Tio de Domenico Gaspare Lancia di Brolo, OSB, arcebispo de Monreale.
Primeiros estudos com os Oratorianos de sua cidade natal; e depois, na Universidade de Palermo (história e direito).
(Nenhuma informação encontrada). Referendário prelado e relator da SC de Bom Governo, 17 de junho de 1830. Delegado apostólico em Ascoli, 1832; e em Ancona, 1833-1836. Clérigo da Câmara Apostólica, 1837-1847; mais tarde seu reitor, 1846-1847. Presidente delle Acque e Strade , 1839-1847. Pró-presidente da Congregação do Recenseamento, 1841-1847. Delegado apostólico em Ancona, outono de 1846 a 21 de dezembro de 1846. Governador de Roma e vice-camerlengo da Santa Igreja Romana, de 21 de dezembro de 1846 a 18 de julho de 1847 (3) . Comissário extraordinário nas quatro legações em Bolonha, maio de 1852 a 1856. Pró-legado em Bolonha.
Criado cardeal diácono no consistório de 16 de junho de 1856; recebeu o gorro vermelho e a diaconia de Ss. Vito e Modesto, 19 de junho de 1856. Optou pela diaconia de S. Maria ad Martyres, 20 de dezembro de 1867. Participou do Concílio Vaticano I, 1869-1870. Ele era um estudioso renomado principalmente nos acadêmicos de história e humanidades; publicou vários livros e proferiu inúmeras conferências e discursos que por vezes tinham na audiência o próprio papa.
Morreu em Frascati em 16 de setembro de 1875, após uma longa e dolorosa doença. Exposto na catedral de Frascati; a missa fúnebre foi celebrada por Giovanni Felice Iacovazzi, bispo titular de Eritre e sufragâneo de Palestrina; O cardeal Filippo Maria Guidi, OP, bispo de Frascati, que lhe dera a bênção papal antes de sua morte, deu a absolvição final. Enterrado no cemitério Campo Verano, Roma.